# 691
Cette page concerne l'année 691  du calendrier julien. Pour l'année 691 av. J.-C., voir 691 av. J.-C. Pour le nombre 691, voir 691 (nombre).
L'année 691 est une année commune qui commence un dimanche.

## Événements
- 11 octobre : le gouverneur de l'Irak Musab ben az-Zubayr, frère du calife dissident de La Mecque Abd Allah ben az-Zubayr, est vaincu et tué à Maskin sur le Petit Tigre par le calife omeyyade de Damas Abd al-Malik. Abd al-Malik marche sur Kufa, puis rentre en Syrie et envoie son général Al-Hajjaj ben Yusef, nommé gouverneur de l'Irak, contre Abd Allah au Hedjaz[1].

- Rébellion des Kharidjites à Bahreïn[2].
- Kapaghan (Bek Tchor) succède à son frère, le grand khan Qutlugh (691-716)[3]. Il mène le second empire Turc T’ou-kiue à son apogée.
- Début du règne de Clovis IV, roi des Francs (fin en 695)[4].
- Pépin de Herstal bat les Bretons. Il place un comte franc, Agatheus, qui contrôle la marche de Bretagne et devient évêque de Rennes[5]. La Basse-Bretagne reste indépendante vis-à-vis des Francs.
- Begge, épouse d’Anségise et mère de Pépin de Herstal fonde à Andenne un monastère où elle se retire[6].
- La construction du dôme du Rocher à Jérusalem est achevée, à l'endroit où Mahomet est monté au ciel. Elle fait de la ville une cité sainte pour les musulmans[7].

## Décès en 691
- Thierry III.
- Entre août et novembre : Qutlugh, grand khan des Köktürks.